# فهرست شهرهای میسیسیپی
فهرست شهرهای ایالت میسیسیپی ایالات متحده آمریکا:

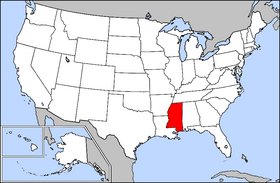
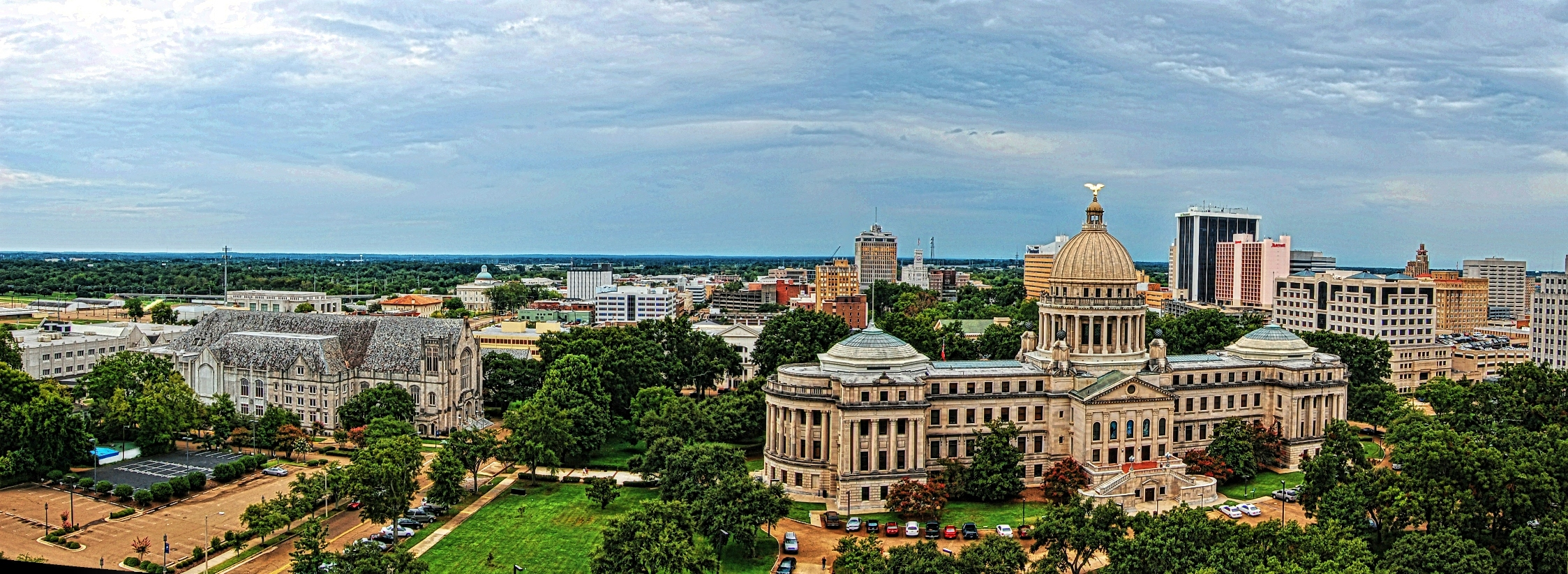
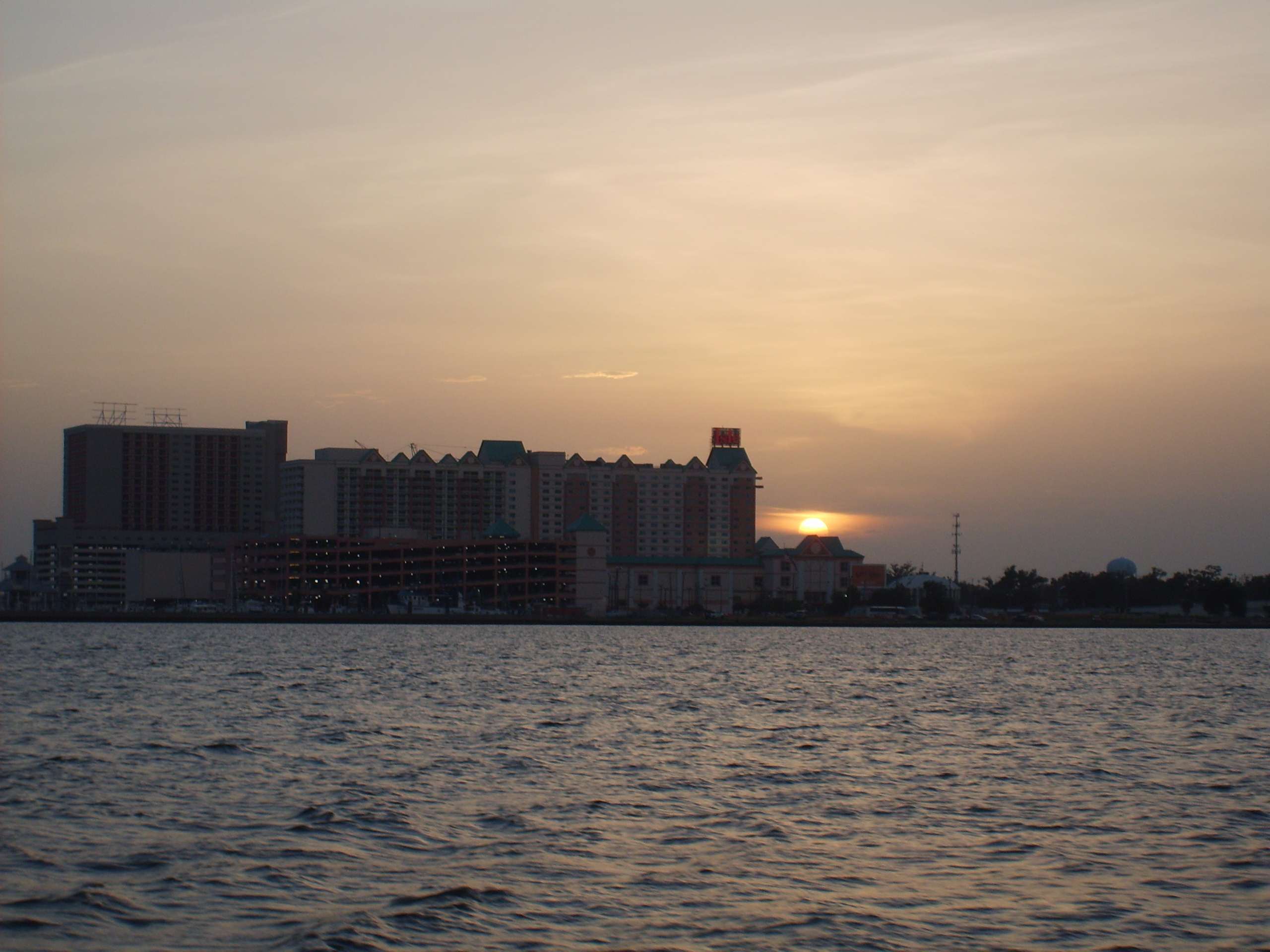
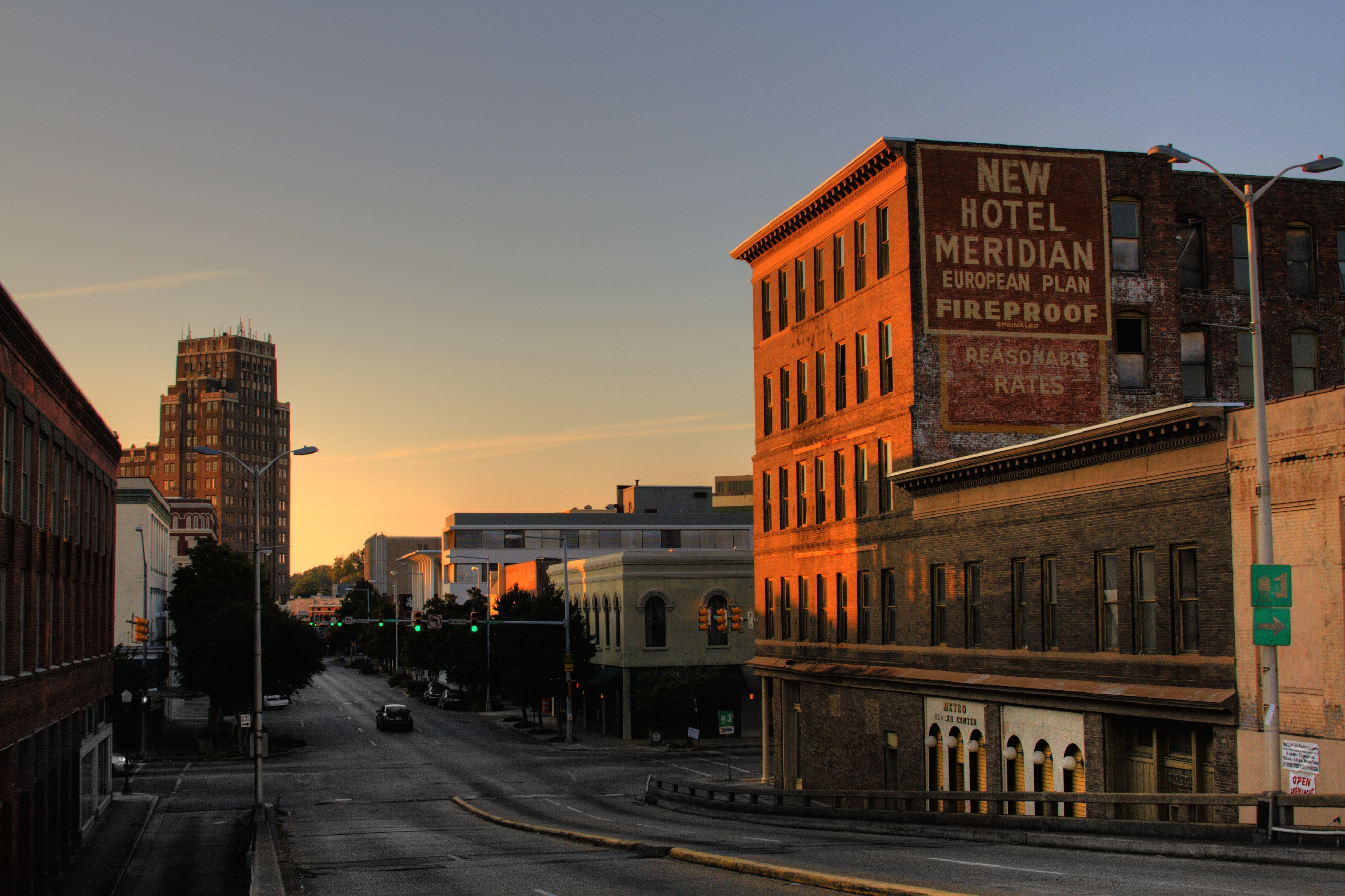

| ردیف | نام                                    | نوع    | جمعیت (۲۰۱۰) |
| ---- | -------------------------------------- | ------ | ------------ |
| ۱    | ابیویل، میسیسیپی                       | pueblo | ۴۱۹          |
| ۲    | ابردین، میسیسیپی                       | ciudad | ۵۶۱۲         |
| ۳    | آکرمن، میسیسیپی                        | pueblo | ۱۵۱۰         |
| ۴    | الکورن استیت یونیورسیتی، میسیسیپی      | CDP    | ۱۰۱۷         |
| ۵    | الگوما، میسیسیپی                       | pueblo | ۵۹۰          |
| ۶    | الیگیتر، میسیسیپی                      | pueblo | ۲۰۸          |
| ۷    | ایمری، میسیسیپی                        | ciudad | ۷۳۱۶         |
| ۸    | انگویلا، میسیسیپی                      | pueblo | ۷۲۶          |
| ۹    | ارکولا، میسیسیپی                       | pueblo | ۳۶۱          |
| ۱۰   | آرنولد لاین، میسیسیپی                  | CDP    | ۱۷۱۹         |
| ۱۱   | آرتیژا، میسیسیپی                       | pueblo | ۴۴۰          |
| ۱۲   | اشلند، میسیسیپی                        | pueblo | ۵۶۹          |
| ۱۳   | بلدوین، میسیسیپی                       | ciudad | ۳۲۹۷         |
| ۱۴   | بسفیلد، میسیسیپی                       | pueblo | ۲۵۴          |
| ۱۵   | بتسویل، میسیسیپی                       | ciudad | ۷۴۶۳         |
| ۱۶   | بی اسپرینگز، میسیسیپی                  | ciudad | ۱۷۸۶         |
| ۱۷   | بی سنت. لوئیس، میسیسیپی                | ciudad | ۹۲۶۰         |
| ۱۸   | بوومانت، میسیسیپی                      | pueblo | ۹۵۱          |
| ۱۹   | بووریگارد، میسیسیپی                    | villa  | ۳۲۶          |
| ۲۰   | بیچوود، میسیسیپی                       | CDP    | ۳۴۲۶         |
| ۲۱   | بلمانت، میسیسیپی                       | pueblo | ۲۰۲۱         |
| ۲۲   | بلزونی، میسیسیپی                       | ciudad | ۲۲۳۵         |
| ۲۳   | بنوا، میسیسیپی                         | pueblo | ۴۷۷          |
| ۲۴   | بنتونیا، میسیسیپی                      | pueblo | ۴۴۰          |
| ۲۵   | بیولا، میسیسیپی                        | pueblo | ۳۴۸          |
| ۲۶   | بیگ کریک، میسیسیپی                     | villa  | ۱۵۴          |
| ۲۷   | بیگ پوینت، میسیسیپی                    | CDP    | ۶۱۱          |
| ۲۸   | بیلاکسی، میسیسیپی                      | ciudad | ۴۴۰۵۴        |
| ۲۹   | بلو ماونتن، میسیسیپی                   | pueblo | ۹۲۰          |
| ۳۰   | بلو اسپرینگز، میسیسیپی                 | villa  | ۲۲۸          |
| ۳۱   | بووگ چیتو، لینکلن کانتی، میسیسیپی      | CDP    | ۵۲۲          |
| ۳۲   | بووگ چیتو، میسیسیپی                    | CDP    | ۸۸۷          |
| ۳۳   | بولتن، میسیسیپی                        | pueblo | ۵۶۷          |
| ۳۴   | بونویل، میسیسیپی                       | ciudad | ۸۷۴۳         |
| ۳۵   | بویل، میسیسیپی                         | pueblo | ۶۵۰          |
| ۳۶   | برندن، میسیسیپی                        | ciudad | ۲۱۷۰۵        |
| ۳۷   | برکستون، میسیسیپی                      | villa  | ۱۸۳          |
| ۳۸   | بریجتاون، میسیسیپی                     | CDP    | ۱۷۴۲         |
| ۳۹   | بروخیون، میسیسیپی                      | ciudad | ۱۲۵۱۳        |
| ۴۰   | بروکسویل، میسیسیپی                     | pueblo | ۱۲۲۳         |
| ۴۱   | بروس، میسیسیپی                         | pueblo | ۱۹۳۹         |
| ۴۲   | بوکاتونا، میسیسیپی                     | CDP    | ۵۱۶          |
| ۴۳   | بود، میسیسیپی                          | pueblo | ۱۰۶۳         |
| ۴۴   | برنزویل، میسیسیپی                      | pueblo | ۹۳۶          |
| ۴۵   | بیهالیا، میسیسیپی                      | pueblo | ۱۳۰۲         |
| ۴۶   | بیرام، میسیسیپی                        | ciudad | ۱۱۴۸۹        |
| ۴۷   | کلیدونیا، میسیسیپی                     | pueblo | ۱۰۴۱         |
| ۴۸   | کلهون سیتی، میسیسیپی                   | pueblo | ۱۷۷۴         |
| ۴۹   | کنتن، میسیسیپی                         | ciudad | ۱۳۱۸۹        |
| ۵۰   | کرلتن، میسیسیپی                        | pueblo | ۱۹۰          |
| ۵۱   | کارتیج، میسیسیپی                       | ciudad | ۵۰۷۵         |
| ۵۲   | کری، میسیسیپی                          | pueblo | ۳۱۳          |
| ۵۳   | سنترویل، میسیسیپی                      | pueblo | ۱۶۸۴         |
| ۵۴   | چارلزتن، میسیسیپی                      | ciudad | ۲۱۹۳         |
| ۵۵   | چانکی، میسیسیپی                        | pueblo | ۳۲۶          |
| ۵۶   | کلارا، میسیسیپی                        | CDP    | ۴۱۰          |
| ۵۷   | کلارکسدیل، میسیسیپی                    | ciudad | ۱۷۹۶۲        |
| ۵۸   | کلیری، میسیسیپی                        | CDP    | ۱۵۴۴         |
| ۵۹   | کلیولند، میسیسیپی                      | ciudad | ۱۲۳۳۴        |
| ۶۰   | کلینتن، میسیسیپی                       | ciudad | ۲۵۲۱۶        |
| ۶۱   | کلووردیل، میسیسیپی                     | CDP    | ۶۴۵          |
| ۶۲   | کواهوما، میسیسیپی                      | pueblo | ۳۷۷          |
| ۶۳   | کافیویل، میسیسیپی                      | pueblo | ۹۰۵          |
| ۶۴   | کولدواتر، میسیسیپی                     | pueblo | ۱۶۷۷         |
| ۶۵   | کالینز، میسیسیپی                       | ciudad | ۲۵۸۶         |
| ۶۶   | کالینزویل، میسیسیپی                    | CDP    | ۱۹۴۸         |
| ۶۷   | کلمبیا، میسیسیپی                       | ciudad | ۶۵۸۲         |
| ۶۸   | کلامبس، میسیسیپی                       | ciudad | ۲۳۶۴۰        |
| ۶۹   | پایگاه نیروی هوایی کلامبس              | CDP    | ۱۳۷۳         |
| ۷۰   | کومو، میسیسیپی                         | pueblo | ۱۲۷۹         |
| ۷۱   | کانهاتا، میسیسیپی                      | CDP    | ۱۳۴۲         |
| ۷۲   | کرینت، میسیسیپی                        | ciudad | ۱۴۵۷۳        |
| ۷۳   | کورتلند، میسیسیپی                      | pueblo | ۵۱۱          |
| ۷۴   | کرفرد، میسیسیپی                        | pueblo | ۶۴۱          |
| ۷۵   | کرنشو، میسیسیپی                        | pueblo | ۸۸۵          |
| ۷۶   | کرزبی، میسیسیپی                        | pueblo | ۳۱۸          |
| ۷۷   | کراود، میسیسیپی                        | pueblo | ۷۱۲          |
| ۷۸   | کروگر، میسیسیپی                        | pueblo | ۳۸۶          |
| ۷۹   | کریستال اسپرینگز، میسیسیپی             | ciudad | ۵۰۴۴         |
| ۸۰   | دارلینگ، میسیسیپی                      | CDP    | ۲۲۶          |
| ۸۱   | دی کلب، میسیسیپی                       | pueblo | ۱۱۶۴         |
| ۸۲   | دیکیتر، میسیسیپی                       | pueblo | ۱۸۴۱         |
| ۸۳   | دلیسل، میسیسیپی                        | CDP    | ۱۱۴۷         |
| ۸۴   | درما، میسیسیپی                         | pueblo | ۱۰۲۵         |
| ۸۵   | دیاموندهد، میسیسیپی                    | CDP    | ۸۴۲۵         |
| ۸۶   | د'ایبرویل، میسیسیپی                    | ciudad | ۹۴۸۶         |
| ۸۷   | د'لو، میسیسیپی                         | pueblo | ۴۵۲          |
| ۸۸   | دادزویل، میسیسیپی                      | pueblo | ۹۸           |
| ۸۹   | درو، میسیسیپی                          | ciudad | ۱۹۲۷         |
| ۹۰   | داک هیل، میسیسیپی                      | pueblo | ۷۳۲          |
| ۹۱   | دوما، میسیسیپی                         | pueblo | ۴۷۰          |
| ۹۲   | دانکن، میسیسیپی                        | pueblo | ۴۲۳          |
| ۹۳   | درنت، میسیسیپی                         | ciudad | ۲۶۷۳         |
| ۹۴   | اکرو، میسیسیپی                         | pueblo | ۸۹۵          |
| ۹۵   | ایدن، میسیسیپی                         | villa  | ۱۰۳          |
| ۹۶   | ادواردز، میسیسیپی                      | pueblo | ۱۰۳۴         |
| ۹۷   | الیت، میسیسیپی                         | CDP    | ۹۹۰          |
| ۹۸   | الیزویل، میسیسیپی                      | ciudad | ۴۴۴۸         |
| ۹۹   | اینترپرایز، میسیسیپی                   | pueblo | ۵۲۶          |
| ۱۰۰  | اسکتاوپا، میسیسیپی                     | CDP    | ۳۷۲۲         |
| ۱۰۱  | اتل، میسیسیپی                          | pueblo | ۴۱۸          |
| ۱۰۲  | اوپورا، میسیسیپی                       | ciudad | ۲۱۹۷         |
| ۱۰۳  | فالکن، میسیسیپی                        | pueblo | ۱۶۷          |
| ۱۰۴  | فاکنر، میسیسیپی                        | pueblo | ۵۱۴          |
| ۱۰۵  | فارمینگتن، میسیسیپی                    | pueblo | ۲۱۸۶         |
| ۱۰۶  | فرل، میسیسیپی                          | CDP    | ۲۱۸          |
| ۱۰۷  | فایته، میسیسیپی                        | ciudad | ۱۶۱۴         |
| ۱۰۸  | فلورا، میسیسیپی                        | pueblo | ۱۸۸۶         |
| ۱۰۹  | فلورنس، میسیسیپی                       | pueblo | ۴۱۴۱         |
| ۱۱۰  | فلووود، میسیسیپی                       | ciudad | ۷۸۲۳         |
| ۱۱۱  | فورست، میسیسیپی                        | ciudad | ۵۶۸۴         |
| ۱۱۲  | فاکسوورث، میسیسیپی                     | CDP    | ۶۰۳          |
| ۱۱۳  | فرنچ کمپ، میسیسیپی                     | pueblo | ۱۷۴          |
| ۱۱۴  | فرایر پوینت، میسیسیپی                  | pueblo | ۱۲۰۰         |
| ۱۱۵  | فولتن، میسیسیپی                        | ciudad | ۳۹۶۱         |
| ۱۱۶  | گاتمن، میسیسیپی                        | villa  | ۹۰           |
| ۱۱۷  | گووتیی، میسیسیپی                       | ciudad | ۱۸۵۷۲        |
| ۱۱۸  | جرجتاون، میسیسیپی                      | pueblo | ۲۸۶          |
| ۱۱۹  | گلن، میسیسیپی                          | pueblo | ۴۱۲          |
| ۱۲۰  | گلندیل، میسیسیپی                       | CDP    | ۱۶۵۷         |
| ۱۲۱  | گلندورا، میسیسیپی                      | villa  | ۱۵۱          |
| ۱۲۲  | گلاستر، میسیسیپی                       | pueblo | ۹۶۰          |
| ۱۲۳  | گلدن، میسیسیپی                         | pueblo | ۱۹۱          |
| ۱۲۴  | گودمن، میسیسیپی                        | pueblo | ۱۳۸۶         |
| ۱۲۵  | گرینویل، میسیسیپی                      | ciudad | ۳۴۴۰۰        |
| ۱۲۶  | گرینوود، میسیسیپی                      | ciudad | ۱۵۲۰۵        |
| ۱۲۷  | گرینیدا، میسیسیپی                      | ciudad | ۱۳۰۹۲        |
| ۱۲۸  | گالف هیل، میسیسیپی                     | CDP    | ۷۱۴۴         |
| ۱۲۹  | گالف پارک ایستیت، میسیسیپی             | CDP    | ۵۷۱۹         |
| ۱۳۰  | گالفپورت، میسیسیپی                     | ciudad | ۶۷۷۹۳        |
| ۱۳۱  | گانیسون، میسیسیپی                      | pueblo | ۴۵۲          |
| ۱۳۲  | گانتاون، میسیسیپی                      | pueblo | ۲۰۸۳         |
| ۱۳۳  | همیلتن، میسیسیپی                       | CDP    | ۴۵۷          |
| ۱۳۴  | هیتلی، میسیسیپی                        | pueblo | ۴۸۲          |
| ۱۳۵  | هتیزبرگ، میسیسیپی                      | ciudad | ۴۵۹۸۹        |
| ۱۳۶  | هیزلهورست، میسیسیپی                    | ciudad | ۴۰۰۹         |
| ۱۳۷  | هیدلبرگ، میسیسیپی                      | pueblo | ۷۱۸          |
| ۱۳۸  | هلنا، میسیسیپی                         | CDP    | ۱۱۸۴         |
| ۱۳۹  | هندرسن پوینت، میسیسیپی                 | CDP    | ۱۷۰          |
| ۱۴۰  | هرناندو، میسیسیپی                      | ciudad | ۱۴۰۹۰        |
| ۱۴۱  | هیکری، میسیسیپی                        | pueblo | ۵۳۰          |
| ۱۴۲  | هیکری فلت، میسیسیپی                    | pueblo | ۶۰۱          |
| ۱۴۳  | هاید-ا-وای لیک، میسیسیپی               | CDP    | ۱۸۵۹         |
| ۱۴۴  | هیلزبارو، میسیسیپی                     | CDP    | ۱۱۳۰         |
| ۱۴۵  | هالکامب، میسیسیپی                      | CDP    | ۶۰۰          |
| ۱۴۶  | هولندیل، میسیسیپی                      | ciudad | ۲۷۰۲         |
| ۱۴۷  | هالی اسپرینگز، میسیسیپی                | ciudad | ۷۶۹۹         |
| ۱۴۸  | هرن لیک، میسیسیپی                      | ciudad | ۲۶۰۶۶        |
| ۱۴۹  | هیوستن، میسیسیپی                       | ciudad | ۳۶۲۳         |
| ۱۵۰  | هرلی، میسیسیپی                         | CDP    | ۱۵۵۱         |
| ۱۵۱  | ایندیانوولا، میسیسیپی                  | ciudad | ۱۰۶۸۳        |
| ۱۵۲  | اینورنس، میسیسیپی                      | pueblo | ۱۰۱۹         |
| ۱۵۳  | ایزولا، میسیسیپی                       | pueblo | ۷۱۳          |
| ۱۵۴  | ایتا بنا، میسیسیپی                     | ciudad | ۲۰۴۹         |
| ۱۵۵  | ایوکا، میسیسیپی                        | ciudad | ۳۰۲۸         |
| ۱۵۶  | جکسون، میسیسیپی                        | ciudad | ۱۷۳۵۱۴       |
| ۱۵۷  | جوونزتاون، میسیسیپی                    | pueblo | ۱۲۹۸         |
| ۱۵۸  | جامپرتاون، میسیسیپی                    | pueblo | ۴۸۰          |
| ۱۵۹  | کارنی پارک، میسیسیپی                   | CDP    | ۱۰۵۴         |
| ۱۶۰  | کیلمیچیل، میسیسیپی                     | pueblo | ۶۹۹          |
| ۱۶۱  | کیلن، میسیسیپی                         | CDP    | ۲۲۳۸         |
| ۱۶۲  | کاسکیوسکوو، میسیسیپی                   | ciudad | ۷۴۰۲         |
| ۱۶۳  | کاسوت، میسیسیپی                        | villa  | ۲۰۹          |
| ۱۶۴  | لیک، میسیسیپی                          | pueblo | ۳۲۴          |
| ۱۶۵  | لمبرت، میسیسیپی                        | pueblo | ۱۶۳۸         |
| ۱۶۶  | لتمر، میسیسیپی                         | CDP    | ۶۰۷۹         |
| ۱۶۷  | لاودردیل، میسیسیپی                     | CDP    | ۴۴۲          |
| ۱۶۸  | لارل، میسیسیپی                         | ciudad | ۱۸۵۴۰        |
| ۱۶۹  | لیکسویل، میسیسیپی                      | pueblo | ۸۹۸          |
| ۱۷۰  | لرنید، میسیسیپی                        | pueblo | ۹۴           |
| ۱۷۱  | لیلند، میسیسیپی                        | ciudad | ۴۴۸۱         |
| ۱۷۲  | لینا، میسیسیپی                         | pueblo | ۱۴۸          |
| ۱۷۳  | لکزینگتن، میسیسیپی                     | ciudad | ۱۷۳۱         |
| ۱۷۴  | لیبرتی، میسیسیپی                       | pueblo | ۷۲۸          |
| ۱۷۵  | لانگ بیچ، میسیسیپی                     | ciudad | ۱۴۷۹۲        |
| ۱۷۶  | لووین، میسیسیپی                        | pueblo | ۲۷۷          |
| ۱۷۷  | لوئیز، میسیسیپی                        | pueblo | ۱۹۹          |
| ۱۷۸  | لوئیزویل، میسیسیپی                     | ciudad | ۶۶۳۱         |
| ۱۷۹  | لوسیدیل، میسیسیپی                      | ciudad | ۲۹۲۳         |
| ۱۸۰  | لولا، میسیسیپی                         | pueblo | ۲۹۸          |
| ۱۸۱  | لامبرتن، میسیسیپی                      | ciudad | ۲۰۸۶         |
| ۱۸۲  | لایمن، میسیسیپی                        | CDP    | ۱۲۷۷         |
| ۱۸۳  | لینچبرگ، میسیسیپی                      | CDP    | ۲۴۳۷         |
| ۱۸۴  | لاین، میسیسیپی                         | pueblo | ۳۵۰          |
| ۱۸۵  | مابن، میسیسیپی                         | pueblo | ۸۷۱          |
| ۱۸۶  | میکن، میسیسیپی                         | ciudad | ۲۷۶۸         |
| ۱۸۷  | مدسن، میسیسیپی                         | ciudad | ۲۴۱۴۹        |
| ۱۸۸  | مگی، میسیسیپی                          | ciudad | ۴۴۰۸         |
| ۱۸۹  | مگنولیا، میسیسیپی                      | ciudad | ۲۴۲۰         |
| ۱۹۰  | مانتاچی، میسیسیپی                      | pueblo | ۱۱۴۴         |
| ۱۹۱  | مانتی، میسیسیپی                        | villa  | ۲۳۲          |
| ۱۹۲  | مریتا، میسیسیپی                        | pueblo | ۲۵۶          |
| ۱۹۳  | مرین، میسیسیپی                         | pueblo | ۱۴۷۹         |
| ۱۹۴  | مارک، میسیسیپی                         | ciudad | ۱۷۳۵         |
| ۱۹۵  | متهیستون، میسیسیپی                     | pueblo | ۶۹۸          |
| ۱۹۶  | مایرسویل، میسیسیپی                     | pueblo | ۵۴۷          |
| ۱۹۷  | مکووم، میسیسیپی                        | ciudad | ۱۲۷۹۰        |
| ۱۹۸  | مککول، میسیسیپی                        | pueblo | ۱۳۵          |
| ۱۹۹  | مکلین، میسیسیپی                        | pueblo | ۴۴۱          |
| ۲۰۰  | میدویل، میسیسیپی                       | pueblo | ۴۴۹          |
| ۲۰۱  | مندنهال، میسیسیپی                      | ciudad | ۲۵۰۴         |
| ۲۰۲  | مریدیان، میسیسیپی                      | ciudad | ۴۱۱۴۸        |
| ۲۰۳  | مریدیان استیشن، میسیسیپی               | CDP    | ۱۰۹۰         |
| ۲۰۴  | مریگلد، میسیسیپی                       | pueblo | ۴۳۹          |
| ۲۰۵  | متکیلف، میسیسیپی                       | pueblo | ۱۰۶۷         |
| ۲۰۶  | دانشگاه ایالتی میسیسیپی                | CDP    | ۴۰۰۵         |
| ۲۰۷  | میسسیپی ولی استیت یونیورسیتی، میسیسیپی | CDP    | ۱۱۸۲         |
| ۲۰۸  | میز، میسیسیپی                          | pueblo | ۳۴۰          |
| ۲۰۹  | مانتیچلو، میسیسیپی                     | pueblo | ۱۵۷۱         |
| ۲۱۰  | مانتروز، میسیسیپی                      | pueblo | ۱۴۰          |
| ۲۱۱  | مورسویل، میسیسیپی                      | CDP    | ۶۵۰          |
| ۲۱۲  | مورهد، میسیسیپی                        | ciudad | ۲۴۰۵         |
| ۲۱۳  | مورگان سیتی، میسیسیپی                  | pueblo | ۲۵۵          |
| ۲۱۴  | مورگانتاون، میسیسیپی                   | CDP    | ۱۴۱۲         |
| ۲۱۵  | مورتون، میسیسیپی                       | ciudad | ۳۴۶۲         |
| ۲۱۶  | ماس پوینت، میسیسیپی                    | ciudad | ۱۳۷۰۴        |
| ۲۱۷  | ماوند بایو، میسیسیپی                   | ciudad | ۱۵۳۳         |
| ۲۱۸  | ماونت الیو، میسیسیپی                   | pueblo | ۹۸۲          |
| ۲۱۹  | میرتل، میسیسیپی                        | pueblo | ۴۹۰          |
| ۲۲۰  | نچیز، میسیسیپی                         | ciudad | ۱۵۷۹۲        |
| ۲۲۱  | نلیبورگ، میسیسیپی                      | CDP    | ۱۴۱۴         |
| ۲۲۲  | نتلتون، میسیسیپی                       | ciudad | ۱۹۹۲         |
| ۲۲۳  | نیو آلبانی، میسیسیپی                   | ciudad | ۸۰۳۴         |
| ۲۲۴  | نیو آگوستا، میسیسیپی                   | pueblo | ۶۴۴          |
| ۲۲۵  | نیو همیلتن، میسیسیپی                   | CDP    | ۵۵۳          |
| ۲۲۶  | نیو هیبرن، میسیسیپی                    | pueblo | ۴۴۷          |
| ۲۲۷  | نیو هووپ، میسیسیپی                     | CDP    | ۳۱۹۳         |
| ۲۲۸  | نیو هووکا، میسیسیپی                    | pueblo | ۶۲۶          |
| ۲۲۹  | نیوتن، میسیسیپی                        | ciudad | ۳۳۷۳         |
| ۲۳۰  | نیکلسن، میسیسیپی                       | CDP    | ۳۰۹۲         |
| ۲۳۱  | کرلتن شمالی، میسیسیپی                  | pueblo | ۴۷۳          |
| ۲۳۲  | تونیک شمالی، میسیسیپی                  | CDP    | ۱۰۳۵         |
| ۲۳۳  | نوکساپاتر، میسیسیپی                    | pueblo | ۴۷۲          |
| ۲۳۴  | اوکلند، میسیسیپی                       | pueblo | ۵۲۷          |
| ۲۳۵  | اوشن اسپرینگز، میسیسیپی                | ciudad | ۱۷۴۴۲        |
| ۲۳۶  | اکولونا، میسیسیپی                      | ciudad | ۲۶۹۲         |
| ۲۳۷  | الیو برنچ، میسیسیپی                    | ciudad | ۳۳۴۸۴        |
| ۲۳۸  | اوسیکا، میسیسیپی                       | pueblo | ۴۴۰          |
| ۲۳۹  | آکسفورد، میسیسیپی                      | ciudad | ۱۸۹۱۶        |
| ۲۴۰  | پیس، میسیسیپی                          | pueblo | ۲۷۴          |
| ۲۴۱  | پاچوتا، میسیسیپی                       | pueblo | ۲۶۱          |
| ۲۴۲  | پادن، میسیسیپی                         | villa  | ۱۱۶          |
| ۲۴۳  | پسکگولا، میسیسیپی                      | ciudad | ۲۲۳۹۲        |
| ۲۴۴  | پس کریستین، میسیسیپی                   | ciudad | ۴۶۱۳         |
| ۲۴۵  | پرل، میسیسیپی                          | ciudad | ۲۵۰۹۲        |
| ۲۴۶  | پرل ریور، میسیسیپی                     | CDP    | ۳۶۰۱         |
| ۲۴۷  | پارلینگتون، میسیسیپی                   | CDP    | ۱۳۳۲         |
| ۲۴۸  | پلاهچی، میسیسیپی                       | pueblo | ۱۳۳۴         |
| ۲۴۹  | پیتل، میسیسیپی                         | ciudad | ۱۰۴۵۴        |
| ۲۵۰  | فیلادلفیا، میسیسیپی                    | ciudad | ۷۴۷۷         |
| ۲۵۱  | پیکیون، میسیسیپی                       | ciudad | ۱۰۸۷۸        |
| ۲۵۲  | پیکنز، میسیسیپی                        | pueblo | ۱۱۵۷         |
| ۲۵۳  | پیتسبارو، میسیسیپی                     | villa  | ۲۰۲          |
| ۲۵۴  | پلانترسویل، میسیسیپی                   | pueblo | ۱۱۵۵         |
| ۲۵۵  | پولکویل، میسیسیپی                      | pueblo | ۸۳۳          |
| ۲۵۶  | پانتوتوک، میسیسیپی                     | ciudad | ۵۶۲۵         |
| ۲۵۷  | پووپ، میسیسیپی                         | villa  | ۲۱۵          |
| ۲۵۸  | پاپلارویل، میسیسیپی                    | ciudad | ۲۸۹۴         |
| ۲۵۹  | پورت گیبسن، میسیسیپی                   | ciudad | ۱۵۶۷         |
| ۲۶۰  | پوتس کمپ، میسیسیپی                     | pueblo | ۵۲۳          |
| ۲۶۱  | پرنتیز، میسیسیپی                       | pueblo | ۱۰۸۱         |
| ۲۶۲  | پاکت، میسیسیپی                         | villa  | ۳۱۶          |
| ۲۶۳  | پرویس، میسیسیپی                        | ciudad | ۲۱۷۵         |
| ۲۶۴  | کویتمن، میسیسیپی                       | ciudad | ۲۳۲۳         |
| ۲۶۵  | رالی، میسیسیپی                         | pueblo | ۱۴۶۲         |
| ۲۶۶  | رلز اسپرینگز، میسیسیپی                 | CDP    | ۱۲۵۴         |
| ۲۶۷  | ریمند، میسیسیپی                        | ciudad | ۱۹۳۳         |
| ۲۶۸  | ردواتر، میسیسیپی                       | CDP    | ۶۳۳          |
| ۲۶۹  | رنووا، میسیسیپی                        | pueblo | ۶۶۸          |
| ۲۷۰  | ریچلند، میسیسیپی                       | ciudad | ۶۹۱۲         |
| ۲۷۱  | ریچتون، میسیسیپی                       | pueblo | ۱۰۶۸         |
| ۲۷۲  | ریجلند، میسیسیپی                       | ciudad | ۲۴۰۴۷        |
| ۲۷۳  | رینزی، میسیسیپی                        | pueblo | ۳۱۷          |
| ۲۷۴  | ریپلی، میسیسیپی                        | ciudad | ۵۳۹۵         |
| ۲۷۵  | رابینهود، میسیسیپی                     | CDP    | ۱۶۰۵         |
| ۲۷۶  | رولینگ فورک، میسیسیپی                  | ciudad | ۲۱۴۳         |
| ۲۷۷  | روزدیل، میسیسیپی                       | ciudad | ۱۸۷۳         |
| ۲۷۸  | روکسی، میسیسیپی                        | pueblo | ۴۹۷          |
| ۲۷۹  | رولویل، میسیسیپی                       | ciudad | ۳۰۰۷         |
| ۲۸۰  | سالیس، میسیسیپی                        | pueblo | ۱۳۴          |
| ۲۸۱  | اسالتیلو، میسیسیپی                     | ciudad | ۴۷۵۲         |
| ۲۸۲  | سندرسویل، میسیسیپی                     | pueblo | ۷۳۱          |
| ۲۸۳  | اساردیس، میسیسیپی                      | pueblo | ۱۷۰۳         |
| ۲۸۴  | ستارتیا، میسیسیپی                      | villa  | ۵۵           |
| ۲۸۵  | ساوسیر، میسیسیپی                       | CDP    | ۱۳۴۲         |
| ۲۸۶  | سچلتر، میسیسیپی                        | pueblo | ۳۱۰          |
| ۲۸۷  | اسکوبا، میسیسیپی                       | pueblo | ۷۳۲          |
| ۲۸۸  | سباستپول، میسیسیپی                     | pueblo | ۲۷۲          |
| ۲۸۹  | اسمینری، میسیسیپی                      | pueblo | ۳۱۴          |
| ۲۹۰  | سناتوبیا، میسیسیپی                     | ciudad | ۸۱۶۵         |
| ۲۹۱  | شنن، میسیسیپی                          | pueblo | ۱۷۵۳         |
| ۲۹۲  | شروون، میسیسیپی                        | CDP    | ۱۴۰۶         |
| ۲۹۳  | شو، میسیسیپی                           | ciudad | ۱۹۵۲         |
| ۲۹۴  | شلبی، میسیسیپی                         | ciudad | ۲۲۲۹         |
| ۲۹۵  | شرمن، میسیسیپی                         | pueblo | ۶۵۰          |
| ۲۹۶  | شوبوتا، میسیسیپی                       | pueblo | ۴۴۱          |
| ۲۹۷  | شوکویلک، میسیسیپی                      | pueblo | ۵۰۱          |
| ۲۹۸  | سیدن، میسیسیپی                         | pueblo | ۵۰۹          |
| ۲۹۹  | سیلور سیتی، میسیسیپی                   | pueblo | ۳۳۷          |
| ۳۰۰  | سیلور کریک، میسیسیپی                   | pueblo | ۲۱۰          |
| ۳۰۱  | اسلیت اسپرینگز، میسیسیپی               | villa  | ۱۱۰          |
| ۳۰۲  | اسلج، میسیسیپی                         | pueblo | ۵۴۵          |
| ۳۰۳  | اسمیتویل، میسیسیپی                     | pueblo | ۹۴۲          |
| ۳۰۴  | اسنو لیک شورز، میسیسیپی                | pueblo | ۳۱۹          |
| ۳۰۵  | سوسو، میسیسیپی                         | pueblo | ۴۰۸          |
| ۳۰۶  | ساوتهیون، میسیسیپی                     | ciudad | ۴۸۹۸۲        |
| ۳۰۷  | سنت مارتین، میسیسیپی                   | CDP    | ۷۷۳۰         |
| ۳۰۸  | استندینگ پاین، میسیسیپی                | CDP    | ۵۰۴          |
| ۳۰۹  | استارکویل، میسیسیپی                    | ciudad | ۲۳۸۸۸        |
| ۳۱۰  | استیت لاین، میسیسیپی                   | pueblo | ۵۶۵          |
| ۳۱۱  | استونوال، میسیسیپی                     | pueblo | ۱۰۸۸         |
| ۳۱۲  | استرجیس، میسیسیپی                      | pueblo | ۲۵۴          |
| ۳۱۳  | سامیت، میسیسیپی                        | pueblo | ۱۷۰۵         |
| ۳۱۴  | سامنر، میسیسیپی                        | pueblo | ۳۱۶          |
| ۳۱۵  | سومرال، میسیسیپی                       | pueblo | ۱۴۲۱         |
| ۳۱۶  | سانفلاور، میسیسیپی                     | pueblo | ۱۱۵۹         |
| ۳۱۷  | سیلوارنا، میسیسیپی                     | villa  | ۱۱۲          |
| ۳۱۸  | تیلر، میسیسیپی                         | villa  | ۳۲۲          |
| ۳۱۹  | تایلورسویل، میسیسیپی                   | pueblo | ۱۳۵۳         |
| ۳۲۰  | تچولا، میسیسیپی                        | pueblo | ۲۰۹۶         |
| ۳۲۱  | تری، میسیسیپی                          | pueblo | ۱۰۶۳         |
| ۳۲۲  | تکستن، میسیسیپی                        | pueblo | ۶۴۳          |
| ۳۲۳  | تیلاتوبا، میسیسیپی                     | pueblo | ۹۱           |
| ۳۲۴  | تیشومینگو، میسیسیپی                    | pueblo | ۳۳۹          |
| ۳۲۵  | تاکوپولا، میسیسیپی                     | pueblo | ۲۴۶          |
| ۳۲۶  | تومسوبا، میسیسیپی                      | CDP    | ۷۷۳          |
| ۳۲۷  | ترمونت، میسیسیپی                       | pueblo | ۴۶۵          |
| ۳۲۸  | تاکر، میسیسیپی                         | CDP    | ۶۶۲          |
| ۳۲۹  | تونیکا، میسیسیپی                       | pueblo | ۱۰۳۰         |
| ۳۳۰  | تونیکا ریسرت، میسیسیپی                 | CDP    | ۱۹۱۰         |
| ۳۳۱  | توپلوو، میسیسیپی                       | ciudad | ۳۴۵۴۶        |
| ۳۳۲  | توتویلر، میسیسیپی                      | pueblo | ۳۵۵۰         |
| ۳۳۳  | تیلرتاون، میسیسیپی                     | pueblo | ۱۶۰۹         |
| ۳۳۴  | یونین، میسیسیپی                        | pueblo | ۱۹۸۸         |
| ۳۳۵  | یونیورسیتی، میسیسیپی                   | CDP    | ۴۲۰۲         |
| ۳۳۶  | یوتیکا، میسیسیپی                       | pueblo | ۸۲۰          |
| ۳۳۷  | وایدن، میسیسیپی                        | pueblo | ۷۳۴          |
| ۳۳۸  | ونکلیو، میسیسیپی                       | CDP    | ۵۸۸۶         |
| ۳۳۹  | واردامن، میسیسیپی                      | pueblo | ۱۳۱۶         |
| ۳۴۰  | وروونا، میسیسیپی                       | ciudad | ۳۰۰۶         |
| ۳۴۱  | ویکسبرگ، میسیسیپی                      | ciudad | ۲۳۸۵۶        |
| ۳۴۲  | وید، میسیسیپی                          | CDP    | ۱۰۷۴         |
| ۳۴۳  | والز، میسیسیپی                         | pueblo | ۱۱۶۲         |
| ۳۴۴  | والنت، میسیسیپی                        | pueblo | ۷۷۱          |
| ۳۴۵  | والنت گروو، میسیسیپی                   | pueblo | ۱۹۱۱         |
| ۳۴۶  | والتهال، میسیسیپی                      | villa  | ۱۴۴          |
| ۳۴۷  | واتر ولی، میسیسیپی                     | ciudad | ۳۳۹۲         |
| ۳۴۸  | ویولند، میسیسیپی                       | ciudad | ۶۴۳۵         |
| ۳۴۹  | وینز بارو، میسیسیپی                    | ciudad | ۵۰۴۳         |
| ۳۵۰  | وب، میسیسیپی                           | pueblo | ۵۶۵          |
| ۳۵۱  | ویر، میسیسیپی                          | pueblo | ۴۵۹          |
| ۳۵۲  | وسون، میسیسیپی                         | pueblo | ۱۹۲۵         |
| ۳۵۳  | وست، میسیسیپی                          | pueblo | ۱۸۵          |
| ۳۵۴  | وست هتیزبرگ، میسیسیپی                  | CDP    | ۵۹۰۹         |
| ۳۵۵  | وست پوینت، میسیسیپی                    | ciudad | ۱۱۳۰۷        |
| ۳۵۶  | وایت اوک، میسیسیپی                     | CDP    | ۶۹۲          |
| ۳۵۷  | ویگینس، میسیسیپی                       | ciudad | ۴۳۹۰         |
| ۳۵۸  | وینونا، میسیسیپی                       | ciudad | ۵۰۴۳         |
| ۳۵۹  | وینستونویل، میسیسیپی                   | pueblo | ۱۹۱          |
| ۳۶۰  | وودلند، میسیسیپی                       | villa  | ۱۲۵          |
| ۳۶۱  | وودویل، میسیسیپی                       | pueblo | ۱۰۹۶         |
| ۳۶۲  | یازو سیتی، میسیسیپی                    | ciudad | ۱۱۴۰۳        |